# Darius III
Darayavaush/Darius III (khoảng 380-330 TCN) là vua cuối cùng của nhà Achaemenid của Ba Tư (336-330 TCN). Tên khai sinh của ông ta là Codomannus.
Darius bổ nhiệm một loạt satrap (tổng trấn) bất liêm chính. Nhân dân rất chán ghét các viên quan này. Vì vậy, Ba Tư suy yếu và cuối cùng đã bị đánh bại trong cuộc xâm lăng của Alexandros Đại đế.
Triều đại Darius cho thấy sự suy yếu của nhà Achaemenid, nhưng không phải vì vậy mà các sử gia xem ông là một quân vương kém cỏi. Ông đã cố gắng giành lại quyền hành cai trị đế quốc từ tay kẻ cai trị thực thụ của Ba Tư trong thời gian 338 - 336 TCN - Quan tể tướng Bagoas.

## Sự kế vị
Artaxerxes III và tất cả các con trai của ông ngoại trừ một người, Arses,đã bị ám sát bởi một âm mưu đen tối của viên tể tướng Bagoas, người đã tôn Ares lên làm vua bù nhìn. Khi ông ta nhận thấy Ares không còn có thể kiểm soát được nữa, ông ta đã giết Ares vào khoảng năm 336 TCN. Và đưa lên ngai vàng một người tên là Codomannus, người thừa kế hợp pháp cuối cùng còn sót lại. Codomannus là một họ hàng xa với dòng họ hoàng gia. Ông đã làm cho mình nổi bật bởi chiến thắng trước người Cadusii  và đang đảm trách nhiệm vụ như là người đưa tin cho hoàng gia. Codomannus là con trai của Arsames, con trai của Ostanes, một trong những anh em của Artaxerxes và Sisygambis, con gái của Artaxerxes II Memnon. Ông đã lên ngôi ở tuổi 45.
Codomannus lấy tên hiệu là Darius III và nhanh chóng chứng tỏ sự độc lập của mình khỏi người bảo trợ sát thủ.Bagoas sau đó đã cố gắng đầu độc ông khi nhận thấy ông không còn kiểm soát được nhưng ông đã được cảnh báo và bắt Bagoas phải tự mình uống thuốc độc. Vị vua mới đã thấy rằng mình đang kiểm soát một đế chế đang bất ổn. Phần lớn các vùng đất được cai quản bởi các vị phó vương đố kị và không đáng tin cậy và là nơi sinh sống của các đối tượng bất mãn và nổi loạn, như Khabash tại Ai Cập. So với tổ tiên của ông và người cầm quyền trước đó bị ám sát, Darius tỏ ra thiếu kinh nghiệm để cai trị một đế quốc và thiếu tham vọng để làm bất cứ điều gì.
Năm 336 TCN Philip II của Macedonia đã được ủy quyền của liên minh Corinth để bắt đầu một cuộc chiến tranh thiêng liêng chống lại người Ba tư và để báo thù cho việc báng bổ và đốt cháy ngôi đền của người Athens trong chiến tranh Ba tư lần II.Ông đã gửi một lực lượng tiến vào Tiểu Á dưới sự chỉ huy của các tướng lĩnh của mình Parmenion và Attalus để "giải phóng" người Hy Lạp sống dưới sự kiểm soát Ba Tư.Sau khi họ chiếm được các thành phố Hy Lạp ở châu Á từ Troy đến sông Maiandros, Philip bị ám sát và chiến dịch của ông bị đình chỉ, trong khi người kế vị của ông củng cố quyền kiểm soát Macedonia và Hy Lạp.

## Chiến tranh với Alexander

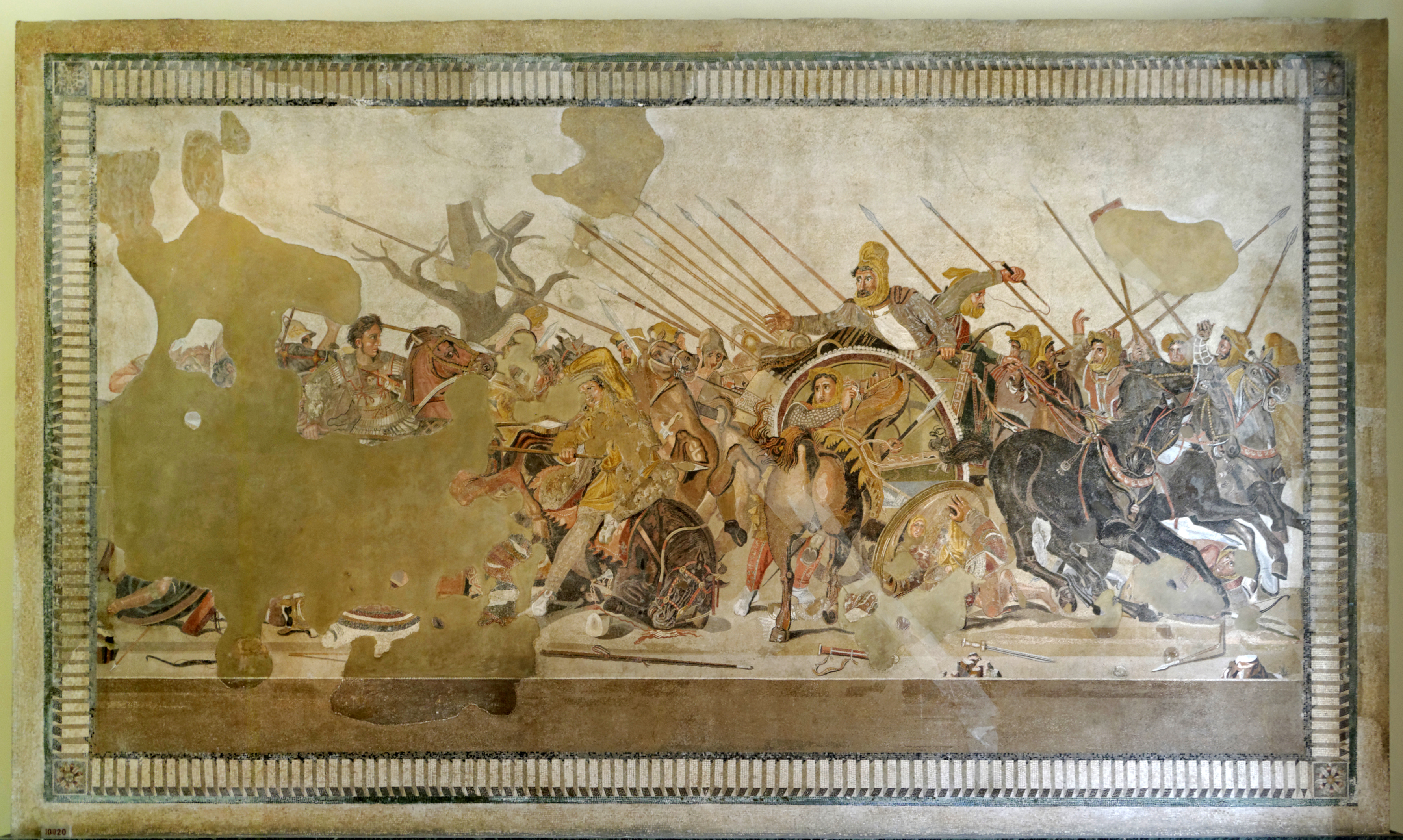
Darius III portrayed (near middle) battling Alexander the Great in a Greek depiction

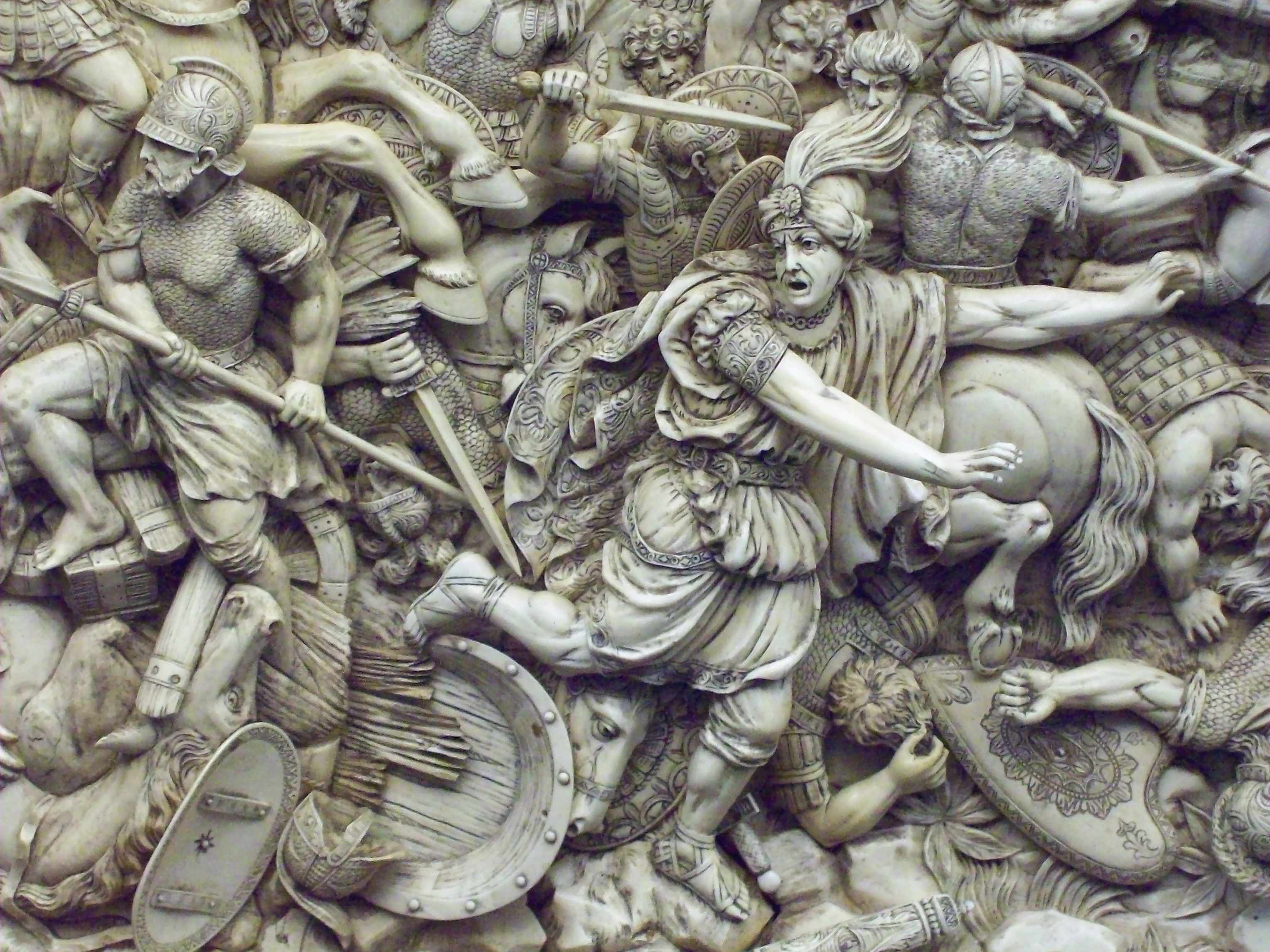
Darius’s flight at the Battle of Gaugamela (18th-century ivory relief)

Mùa xuân năm 334 TCN, người thừa kế của Philip, Alexandros đại đế đã tự cho mình là người lãnh đạo của liên minh Corinth, xâm chiếm Tiểu Á.ở vị trí lãnh đạo của một đội quân hỗn hợp gồm người Macedonia và Hy Lạp. Cuộc xâm lược này, đánh dấu sự khởi đầu các cuộc chiến tranh của Alexander Đại đế, được tiếp nối ngay lập tức bởi chiến thắng của Alexander trước người Ba Tư tại Trận Granicus. Darius đã không để ý trận đánh, bởi vì không có lý do để ông ta nghi ngờ rằng Alexander dự định chinh phục toàn bộ châu Á, và Darius cũng có thể có nghĩ rằng các tổng trấn nhỏ có thể đối phó với cuộc khủng hoảng, nên ông đã quyết định thay vì tham chiến mà ở lại cung điện của Persepolis và để cho các tổng trấn của ông xử lý việc đó.
Darius đã không tham gia chống lại quân đội của Alexander cho đến một năm rưỡi sau trận Granicus, trong trận Issus trong năm 333 TCN.Lực lượng của ông nhiều hơn của binh sĩ của Alexander ít nhất là tỉ lệ 2-1, nhưng Darius vẫn bị đánh ngang sườn, đánh bại, và bị buộc phải bỏ chạy. Nó được kể lại bởi Arrian rằng trong trận Issus thời điểm cánh trái Ba Tư đã bị chia làm từng mảnh bởi sự tấn công của Alexander và Darius, đang đứng trong chiến xa của mình, thấy rằng nó đã bị chia cắt, ngay lập tức ông ta bỏ chạy - thực sự, ông ta đã thoát được về an toàn Trên đường đi,. ông ta vứt lại phía chiến xa của mình, cung tên của ông ta, và áo choàng hoàng gia của ông, tất cả đều được sau đó đều được nhặt bởi Alexandros. Các nguồn Hy Lạp như Thư viện Lịch sử của Diodorus Siculus và của Justin là Epitoma Historiarum Philippicarum kể lại rằng Darius chạy trốn khỏi sự sợ hãi ở trận Issus và một lần nữa hai năm sau đó ở trận Gaugamela mặc dù chỉ huy một lực lượng lớn hơn trong vị trí phòng thủ ở mỗi lần.